# Sirén (Crimea)
|  | No s'ha de confondre amb Siren. |

Sirén (en (ucraïnès): Сирень) és un poble (un possiólok) de la República Autònoma de Crimea a Ucraïna, que el 2014 tenia 128 habitants. Pertany al districte de Bakhtxissarai.